# Monumento Natural das Árvores Fossilizadas do Tocantins
Monumento Natural das Árvores Fossilizadas do Tocantins é um monumento natural localizado no estado do Tocantins.

## Localização
A unidade de proteção de 32.152 hectares foi criada pela Lei Estadual nº 1.179 de 4 de outubro de 2000. Encontra-se no município de Filadélfia, Tocantins. Sua área de abrangência inclui também o município de Babaçulândia. É administrado pelo Instituto Natureza do Tocantins. O corpo diretor inclui membros do Instituto Natureza do Tocantins, Universidade Federal do Tocantins, os municípios de Filadélfia e Babaçulândia e a Associação de Pequenos Agricultores de Bielândia e representantes do comércio local.
A maioria dos visitantes do monumento paleontológico é composta por grupos de estudantes dos ensinos médio e fundamental de várias partes do país, além de grupos de pesquisas de diversas universidades e institutos. Suas estruturas incluem prédios administrativos, banheiros feminino e masculino, auditório e trilhas. É possível hospedar grupos de alunos para a noite.

## Conservação
A unidade está localizada no Cerrado brasileiro. Os objetivos da sua criação incluem o de proteger e conservar os sítios paleontológicos, a diversidade biológica e apoiar grupos de pesquisa. O monumento guarda a mais importante floresta petrificada do hemisfério sul do período Permiano, de 299 a 250 milhões de anos atrás. O final do Permiano é marcado pela maior extinção em massa que se tem notícia, que exterminou 90% das espécies marinhas e 70% das espécies terrestres.